# Inchageri, Indi
Inchageri là một làng thuộc tehsil Indi, huyện Bijapur, bang Karnataka, Ấn Độ.